# Pirates of the Caribbean (åkattraktion)

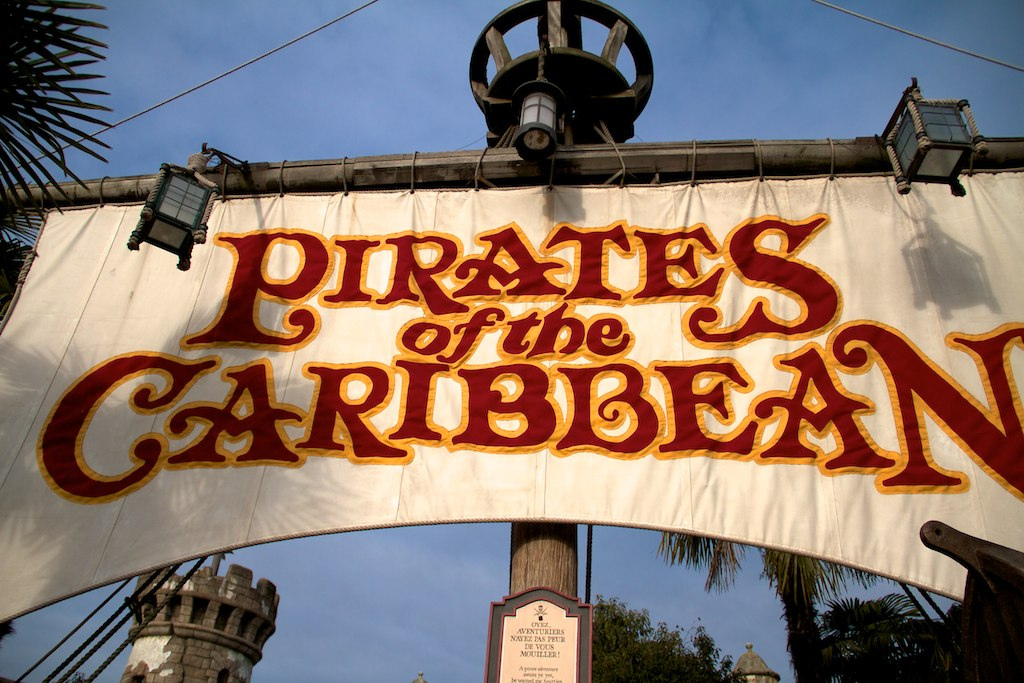

Pirates of the Caribbean är en av de mest kända åkattraktionerna på Disneyland, Walt Disney World, Tokyo Disney Resort och Disneyland Resort Paris. Först ut var attraktionen på Disneyland i Anaheim, Kalifornien, där den hade premiär 1967. Attraktionen var den sista som Walt Disney själv var med och utformade.
Konceptet med Pirates of the Caribbean är en båttur genom olika pirat-relaterade scener. Till största delen är scenerna statiska med fullskaliga dockor men det förekommer även explosioner från pistoler och kanoner. Under och omkring åkturen spelas en sång som lätt fastnar:
Yo ho, yo ho, a pirate's life for me.
We pillage and plunder, we rifle and loot.
Drink up me 'earties, yo ho.
We kidnap and ravage and don't give a hoot.
Drink up me 'earties, yo ho.

## Saker influerade av attraktionen
- Pirates of the Caribbean är en uttalad influens till de första två delarna av spelserien Monkey Island (1990 och 1991).
- 2003 hade filmen Pirates of the Caribbean: Svarta Pärlans förbannelse premiär. Den fick fyra uppföljare: Död mans kista (2006), Vid världens ände (2007) och I främmande farvatten (2011) och Salazar's revenge 'Filmerna produceras av Walt Disney Pictures.